# 995 Sternberga
995 Sternberga è un asteroide della fascia principale del diametro medio di circa 31,62 km. Scoperto nel 1923, presenta un'orbita caratterizzata da un semiasse maggiore pari a 2,6148162 UA e da un'eccentricità di 0,1677698, inclinata di 13,06275° rispetto all'eclittica.
Il suo nome è in onore dell'astronomo russo Pavel Šternberg.